# Liste von Seen in Deutschland/S
| Name                       | Stadt/Gemeinde/Landkreis                 | Land                   | Fläche in km² |
| -------------------------- | ---------------------------------------- | ---------------------- | ------------- |
| Saaler Mühlenteich         | Bergisch Gladbach                        | Nordrhein-Westfalen    |               |
| Sabelsee                   | Siggelkow                                | Mecklenburg-Vorpommern |               |
| Sacrower Lanke             | Potsdam                                  | Brandenburg            |               |
| Sacrower See               | Potsdam                                  | Brandenburg            | 1,07          |
| Sager Meer, Großes         | Großenkneten                             | Niedersachsen          | 0,16          |
| Sager Meer, Kleines        | Großenkneten                             | Niedersachsen          | 0,03          |
| Salinensee                 | Bad Dürrheim                             | Baden-Württemberg      | 0,033         |
| Salzgittersee              | Salzgitter                               | Niedersachsen          | 0,75          |
| Samoler See                | Alt Schwerin                             | Mecklenburg-Vorpommern |               |
| Sander See                 | Sande                                    | Niedersachsen          |               |
| Sandsee                    | Hohen Pritz                              | Mecklenburg-Vorpommern |               |
| Sandwater                  | Ihlow                                    | Niedersachsen          | 0,223         |
| Sankenbachsee              | Baiersbronn                              | Baden-Württemberg      |               |
| Santower See               | Warnow (bei Grevesmühlen)                | Mecklenburg-Vorpommern |               |
| Satower See                | Satow                                    | Mecklenburg-Vorpommern | 0,07          |
| Sausuhlensee               | Berlin                                   | Berlin                 |               |
| Schaalsee                  | Zarrentin am Schaalsee                   | Mecklenburg-Vorpommern | 23,4          |
| Schäfersee                 | Berlin                                   | Berlin                 |               |
| Schafhölle                 | Frankfurt (Oder)                         | Brandenburg            |               |
| Schafirrsee                | Ingolstadt                               | Bayern                 |               |
| Schalentiner See           | Rom                                      | Mecklenburg-Vorpommern |               |
| Schalkenmehrener Maar      | Daun                                     | Rheinland-Pfalz        |               |
| Schampsee                  | Kloster Lehnin                           | Brandenburg            |               |
| Schaplowsee                | Storkow                                  | Brandenburg            |               |
| Scharfe Lanke              | Berlin                                   | Berlin                 |               |
| Scharmützelsee             | Bad Saarow, Landkreis Oder-Spree         | Brandenburg            | 12,03         |
| Schermützelsee             | Märkische Schweiz                        | Brandenburg            | 1,37          |
| Schiedersee (Emmerstausee) | Schieder-Schwalenberg                    | Nordrhein-Westfalen    |               |
| Schierensee                | Grebin                                   | Schleswig-Holstein     | 0,15          |
| Schilfsee                  | Troisdorf                                | Nordrhein-Westfalen    |               |
| Schlachtensee              | Berlin                                   | Berlin                 | 0,421         |
| Schlänitzsee               | Potsdam                                  | Brandenburg            |               |
| Schleinsee                 | Kressbronn am Bodensee                   | Baden-Württemberg      | 0,141         |
| Schliersee                 | Miesbach                                 | Bayern                 | 2,22          |
| Schloonsee                 | Heringsdorf                              | Mecklenburg-Vorpommern | 0,14          |
| Schloppteich               | Langeoog                                 | Niedersachsen          | 0,08          |
| Schlossblicksee            | Offenburg                                | Baden-Württemberg      |               |
| Schloßsee                  | Bad Endorf                               | Bayern                 |               |
| Schloßsee                  | Buggenhagen                              | Mecklenburg-Vorpommern | 0,1           |
| Schlosssee                 | Prötzel                                  | Brandenburg            |               |
| Schluchsee                 | Schluchsee                               | Baden-Württemberg      | 5,14          |
| Schluensee                 | Plön                                     | Schleswig-Holstein     | 1,27          |
| Schmachter See             | Binz                                     | Mecklenburg-Vorpommern | 1,18          |
| Schmaler Luzin             | Feldberger Seenlandschaft                | Mecklenburg-Vorpommern | 1,45          |
| Schmaler See               | Hoppegarten                              | Brandenburg            |               |
| Schmalsee                  | Mölln                                    | Schleswig-Holstein     |               |
| Schmielensee               | Seelow-Land                              | Brandenburg            |               |
| Schmöldesee                | Friedersdorf                             | Brandenburg            |               |
| Schmollensee               | auf Usedom                               | Mecklenburg-Vorpommern | 5,03          |
| Schöhsee                   | Plön                                     | Schleswig-Holstein     | 0,78          |
| Schönitzer See             | Riesigk                                  | Sachsen-Anhalt         | 1,45          |
| Schreckensbergsee          | Dietingen                                | Baden-Württemberg      |               |
| Schreisee                  | Wesenberg                                | Mecklenburg-Vorpommern |               |
| Schrolik(see)              | Nettetal                                 | Nordrhein-Westfalen    | 0,155         |
| Schulensee                 | Molfsee                                  | Schleswig-Holstein     | 0,13          |
| Schulzensee                | Bredereiche                              | Brandenburg            |               |
| Schulzensee                | Chorin                                   | Brandenburg            |               |
| Schulzensee                | Gramzow                                  | Brandenburg            |               |
| Schulzensee                | Groß Köris                               | Brandenburg            |               |
| Schulzensee                | Klein Trebbow                            | Brandenburg            |               |
| Schulzensee                | Kratzeburg                               | Mecklenburg-Vorpommern |               |
| Schulzensee                | Lärz                                     | Mecklenburg-Vorpommern |               |
| Schulzensee                | Helpt-Pasenow                            | Mecklenburg-Vorpommern |               |
| Schulzensee                | Mirow-Peetsch                            | Mecklenburg-Vorpommern |               |
| Schulzensee                | Sperenberg                               | Brandenburg            | 0,03          |
| Schulzensee                | Mirow-Starsow                            | Mecklenburg-Vorpommern | 0,13          |
| Schulzensee                | Waldsee                                  | Mecklenburg-Vorpommern |               |
| Schurmsee                  | Forbach (Baden)                          | Baden-Württemberg      |               |
| Schwafheimer See           | Moers                                    | Nordrhein-Westfalen    |               |
| Schwalbensee               | Troisdorf                                | Nordrhein-Westfalen    |               |
| Schwaltenweiher            | Seeg                                     | Bayern                 | 0,3           |
| Schwanensee                | Friesoythe                               | Niedersachsen          |               |
| Schwanenweiher             | Landau in der Pfalz                      | Rheinland-Pfalz        |               |
| Schwarzenbachtalsperre     | Forbach                                  | Baden-Württemberg      |               |
| Schwarzenbronner See       | Creglingen                               | Baden-Württemberg      |               |
| Schwarzer See              | Borkow                                   | Mecklenburg-Vorpommern |               |
| Schwarzer See              | Krakow am See                            | Mecklenburg-Vorpommern | 0,173         |
| Schwarzer See              | Garbsen                                  | Niedersachsen          | 0,05          |
| Schwarzer See              | Schwarz                                  | Mecklenburg-Vorpommern |               |
| Schwarzer See              | Seelow-Land                              | Brandenburg            |               |
| Schwarzer See              | Zickhusen                                | Mecklenburg-Vorpommern | 0,06          |
| Schwärzesee                | Biesenthal-Barnim                        | Brandenburg            |               |
| Schwarzwassersee           | Berlin                                   | Berlin                 |               |
| Schwedtsee                 | Fürstenberg/Havel                        | Brandenburg            |               |
| Schweingartensee           | Neustrelitz                              | Mecklenburg-Vorpommern | 0,72          |
| Schweriner See             | Schwerin                                 | Mecklenburg-Vorpommern | 61,54         |
| Schweriner See             | Storkow (Mark)                           | Brandenburg            | 2,37          |
| Schwielochsee              | Schwielochsee, Landkreis Dahme-Spreewald | Brandenburg            | 13,3          |
| Schwielowsee               | Schwielowsee                             | Brandenburg            | 7,86          |
| Schumkesee                 | Am Mellensee                             | Brandenburg            |               |
| Seddinsee                  | Berlin                                   | Berlin                 | 2,81          |
| Sedlitzer See              | Senftenberg                              | Brandenburg            | 13,3          |
| Seeburger See              | Landkreis Göttingen                      | Niedersachsen          | 0,865         |
| Seechen                    | Bestensee                                | Brandenburg            |               |
| Seechen (Lanke)            | Lanke (Ützdorf)                          | Brandenburg            |               |
| Seeger Seen                | Seeg                                     | Bayern                 |               |
| Seehamer See               | Miesbach                                 | Bayern                 | 1,47          |
| Seilersee                  | Iserlohn                                 | Nordrhein-Westfalen    |               |
| Selchower See              | Selchow                                  | Brandenburg            |               |
| Selenter See               | Selent                                   | Schleswig-Holstein     | 22,4          |
| Sellenzugsee               | Königs Wusterhausen                      | Brandenburg            |               |
| Selliner See               | Sellin, Rügen                            | Mecklenburg-Vorpommern |               |
| Selliner See               | Neukloster                               | Mecklenburg-Vorpommern | 0,13          |
| Senftenberger See          | Senftenberg                              | Brandenburg            | 13,00         |
| Sengbachtalsperre          | Solingen                                 | Nordrhein-Westfalen    | 0,2           |
| Sentigsee                  | Achern                                   | Baden-Württemberg      |               |
| Serrahner See              | Kuchelmiß                                | Mecklenburg-Vorpommern |               |
| Siebersteiner Stausee      | Reichshof                                | Nordrhein-Westfalen    |               |
| Sieglarer See              | Troisdorf                                | Nordrhein-Westfalen    |               |
| Siethener See              | Ludwigsfelde                             | Brandenburg            |               |
| Sieverner See              | Langen (Geestland)                       | Niedersachsen          |               |
| Silbersee                  | Bobenheim-Roxheim                        | Rheinland-Pfalz        | 1,12          |
| Silbersee                  | Bromskirchen                             | Hessen                 |               |
| Silbersee                  | Brühl                                    | Nordrhein-Westfalen    |               |
| Silbersee                  | Celle                                    | Niedersachsen          |               |
| Silbersee                  | Düsseldorf                               | Nordrhein-Westfalen    |               |
| Silbersee                  | Frielendorf                              | Hessen                 | 0,08          |
| Silbersee                  | Habichtswald                             | Hessen                 |               |
| Silbersee I                | Haltern am See                           | Nordrhein-Westfalen    |               |
| Silbersee II               | Haltern am See                           | Nordrhein-Westfalen    |               |
| Silbersee III              | Haltern am See                           | Nordrhein-Westfalen    |               |
| Silbersee IV               | Haltern am See                           | Nordrhein-Westfalen    |               |
| Silbersee                  | Hoyerswerda                              | Sachsen                |               |
| Silbersee                  | Langenhagen                              | Niedersachsen          |               |
| Silbersee                  | Leverkusen                               | Nordrhein-Westfalen    |               |
| Silbersee                  | Moers                                    | Nordrhein-Westfalen    |               |
| Silbersee                  | Neuss                                    | Nordrhein-Westfalen    |               |
| Silbersee                  | Stuhr                                    | Niedersachsen          |               |
| Silbertalsperre            | Wipperfürth                              | Nordrhein-Westfalen    | 0,08          |
| Sildemower See             | Papendorf                                | Mecklenburg-Vorpommern | 0,12          |
| Simssee                    | Rosenheim                                | Bayern                 | 6,49          |
| Singliser See              | Borken (Hessen)                          | Hessen                 | 0,74          |
| Sodenmattsee               | Bremen                                   | Bremen                 | 0,074         |
| Sorpesee                   | Hochsauerlandkreis                       | Nordrhein-Westfalen    | 3,3           |
| Sösestausee                | Osterode am Harz                         | Niedersachsen          | 1,24          |
| Spandauer See              | Berlin                                   | Berlin                 |               |
| Specker See                | Kargow                                   | Mecklenburg-Vorpommern | ca. 2,45      |
| Spekte-Lake                | Berlin                                   | Berlin                 |               |
| Spendiner See              | Dobbertin                                | Mecklenburg-Vorpommern |               |
| Spieksee                   | Rhede                                    | Niedersachsen          |               |
| Spitzingsee                | Miesbach                                 | Bayern                 | 0,283         |
| Spremberger Stausee        | Spremberg                                | Brandenburg            | 9,33          |
| Springesee                 | Limsdorf                                 | Brandenburg            | 0,59          |
| Springhorstsee             | Burgwedel                                | Niedersachsen          | 0,08          |
| Spukloch                   | Waren (Müritz)                           | Mecklenburg-Vorpommern | 0,057         |
| Sputesee                   | Werneuchen                               | Brandenburg            |               |
| Stadtwaldsee               | Bremen                                   | Bremen                 | 0,37          |
| Staffelsee                 | Garmisch-Partenkirchen                   | Bayern                 | 7,66          |
| Stafsee                    | Neuhardenberg                            | Brandenburg            |               |
| Stahnsdorfer See           | Storkow                                  | Brandenburg            | 0,53          |
| Stallberger Fischteiche    | Siegburg                                 | Nordrhein-Westfalen    |               |
| Stadtsee                   | Sulingen                                 | Niedersachsen          | 0,064         |
| Starnberger See            | Starnberg                                | Bayern                 | 56,36         |
| Stassower See              | Grammow                                  | Mecklenburg-Vorpommern | 0,09          |
| Stausee Kleine Kinzig      | Alpirsbach                               | Baden-Württemberg      | 0,62          |
| Stausee Losheim            | Losheim am See                           | Saarland               | 0,31          |
| Stausee Oberilzmühle       | Passau                                   | Bayern                 | 0,10          |
| Stausee Quitzdorf          | Quitzdorf am See                         | Sachsen                | 7,50          |
| Stechlinsee                | Oberhavel                                | Brandenburg            | 4,25          |
| Stedener See               | Holste                                   | Niedersachsen          | 0,039         |
| Steinbachtalsperre         | Birkenfeld                               | Rheinland-Pfalz        | 0,33          |
| Steinbachtalsperre         | Euskirchen                               | Nordrhein-Westfalen    | 0,146         |
| Steinberger See            | Schwandorf, Oberpfälzer Seenland         | Bayern                 | 1,84          |
| Steinbergsee               | Berlin                                   | Berlin                 |               |
| Steinbergsee               | Landkreis Berchtesgadener Land           | Bayern                 |               |
| Steinbruchsee Wildschütz   | Mockrehna                                | Sachsen                | 0,8           |
| Steingrundsee              | Rheinau (Baden), Ortenaukreis            | Baden-Württemberg      |               |
| Steinhövelsee              | Ahrensfelde                              | Brandenburg            |               |
| Steinhuder Meer            | bei Hannover                             | Niedersachsen          | 29,1          |
| Steinsee                   | Moosach                                  | Bayern                 | 0,21          |
| Steller See                | Stuhr                                    | Niedersachsen          |               |
| Sterlinsee                 | Biesenthal-Barnim                        | Brandenburg            |               |
| Sternebecker See           | Prötzel                                  | Brandenburg            |               |
| Stichter See               | Neuenkirchen                             | Niedersachsen          | 0,11          |
| Stienitzsee                | Rüdersdorf bei Berlin                    | Brandenburg            | 2,12          |
| Stockelache                | Borken (Hessen)                          | Hessen                 | 0,1           |
| Stocksee                   | Segeberg                                 | Schleswig-Holstein     | 2,10          |
| Stöckenbergsee             | Leverkusen                               | Nordrhein-Westfalen    |               |
| Stölpchensee               | Berlin                                   | Berlin                 |               |
| Stolzenhagener See         | Wandlitz                                 | Brandenburg            |               |
| Storchensee                | Troisdorf                                | Nordrhein-Westfalen    |               |
| Störitzsee                 | Grünheide                                | Brandenburg            |               |
| Stößensee                  | Berlin                                   | Berlin                 |               |
| Straßensee                 | Buggenhagen                              | Mecklenburg-Vorpommern | 0,131         |
| Straussee                  | Strausberg                               | Brandenburg            | 1,36          |
| Streesee                   | Biesenthal-Barnim                        | Brandenburg            |               |
| Streganzer See             | Friedersdorf                             | Brandenburg            |               |
| Strehlesee                 | Wandlitz                                 | Brandenburg            |               |
| Suckwitzer See             | Lohmen                                   | Mecklenburg-Vorpommern |               |
| Südsee                     | Braunschweig                             | Niedersachsen          |               |
| Sürlingsee                 | Mirow                                    | Mecklenburg-Vorpommern |               |
| Süßer See                  | Mansfeld-Südharz                         | Sachsen-Anhalt         | 2,68          |
| Suhrer See                 | bei Plön                                 | Schleswig-Holstein     | 1,43          |
| Suitbertussee              | Düsseldorf                               | Nordrhein-Westfalen    |               |
| Summter See                | Mühlenbecker Land                        | Brandenburg            |               |
| Sumpfsee                   | Güstrow                                  | Mecklenburg-Vorpommern | 1,27          |
| Sumpfsee                   | Lärz                                     | Mecklenburg-Vorpommern | 0,363         |
| Surwolder Freizeitsee      | Nordhümmling                             | Niedersachsen          |               |
| Swarte Moor                | Oldenburg                                | Niedersachsen          |               |
| Sylvensteinsee             | Lenggries                                | Bayern                 | 6,6           |